# 赫尔辛基音乐厅
赫尔辛基音乐厅（芬蘭語：Helsingin Musiikkitalo）是位于芬兰赫尔辛基市中心的一座音乐厅。音乐厅是芬兰广播交响乐团和赫尔辛基爱乐乐团的主场音乐厅。西贝柳斯学院也使用建筑内一部分空间。
音乐厅坐落在芬兰大厦和基亞斯瑪當代藝術博物館之间，隔街相望的是芬兰议会大厦。在大厅裡可容纳1704名听众。在整个建筑裡还有5个可容纳140到400人不等的小厅。西贝柳斯学院的学生经常在这些小厅裡排练和举行学生音乐会。